# Sabine Braunová
Sabine Braunová (* 19. června 1965, Essen) je bývalá německá atletka, dvojnásobná mistryně světa a dvojnásobná mistryně Evropy v sedmiboji a halová mistryně světa v pětiboji.
Pětkrát se zúčastnila letních olympijských her. Dvakrát coby reprezentantka Západního Německa (Los Angeles 1984, Soul 1988). Největší úspěch zaznamenala v roce 1992 na olympiádě v Barceloně, kde vybojovala výkonem 6 649 bodů bronzovou medaili. O čtyři roky později v Atlantě obsadila 7. místo a na olympiádě v Sydney v roce 2000 skončila na 5. místě.

## Osobní rekordy
- pětiboj (hala) – 4 780 bodů – 7. března 1997, Paříž - národní rekord
- sedmiboj (dráha) – 6 985 bodů – 31. května 1992, Götzis - národní rekord